# Tempo (album)
Tempo è il quindicesimo album in studio del cantautore italiano Franco Ricciardi, pubblicato nel 2008.

## Tracce
1. Se Ho Scelto Te
2. Giuro
3. Staje Cu' Mme
4. Vivere Così
5. Maledettamente
6. Lei
7. Amo'
8. Luna Nera
9. Non è Vero
10. Viaggiatori Distratti
11. Se Lei Non M'ama
12. Cosa Sei